# 斯诺里·格维兹永松
斯诺里·格维兹永松（1981年10月17日—），冰岛男子手球运动员。他曾代表冰岛参加2004年、2008年和2012年夏季奥林匹克运动会手球比赛，其中2008年奥运会获得一枚银牌。